# Clément-Auguste Andrieux
Pour les articles homonymes, voir Andrieux.
Clément-Auguste Andrieux, né le 7 décembre 1829 à Paris et mort à Samois le 15 mai 1880 est un peintre français qui se spécialisa dans les scènes militaires et de genre. C'est un peintre réaliste qui subit l'influence ensuite de Gustave Courbet et de Carolus Duran. Il est l'auteur d'eaux-fortes, de dessins et de lithographies.

## Biographie
Né à Paris, Andrieux est l'élève en peinture et dessin d'Alcide-Joseph Lorentz (1813-1889) et de Charles Gleyre. Il prend part au Salon de Paris de 1850 à 1880,.
Il y présente des toiles inspirées des guerres du premier Empire, de la guerre de Crimée, de la guerre franco-allemande de 1870-71. Dans de nombreux dessins et aquarelles, il a mis en scène les pompiers de province, les gardes nationaux, les communards, les citoyens de 1793. Il fait partie de l'équipe de dessinateurs pour l'édition en quatre volumes de la suite Le Diable à Paris (Jules Hetzel, 1868).
Il collabore pour Le Monde illustré pendant la guerre de 1870 dont il est témoin.
Andrieux a gravé une eau-forte, L'Affaire de Châtillon (septembre 1870), et des lithographies, par exemple La Garde nationale au village (suite de sept lithographies humoristiques), et un album, Souvenirs d'un assiégé de septembre 1870 à janvier 1871, suite de 30 lithographies sur le siège de Paris
Il finit ses jours du côté de Fontainebleau.
Il laisse à sa mort un jeune fils ; une vente aux enchères est organisée en mai 1881 pour lui venir en aide.

## Galerie

Œuvres d'Andrieux
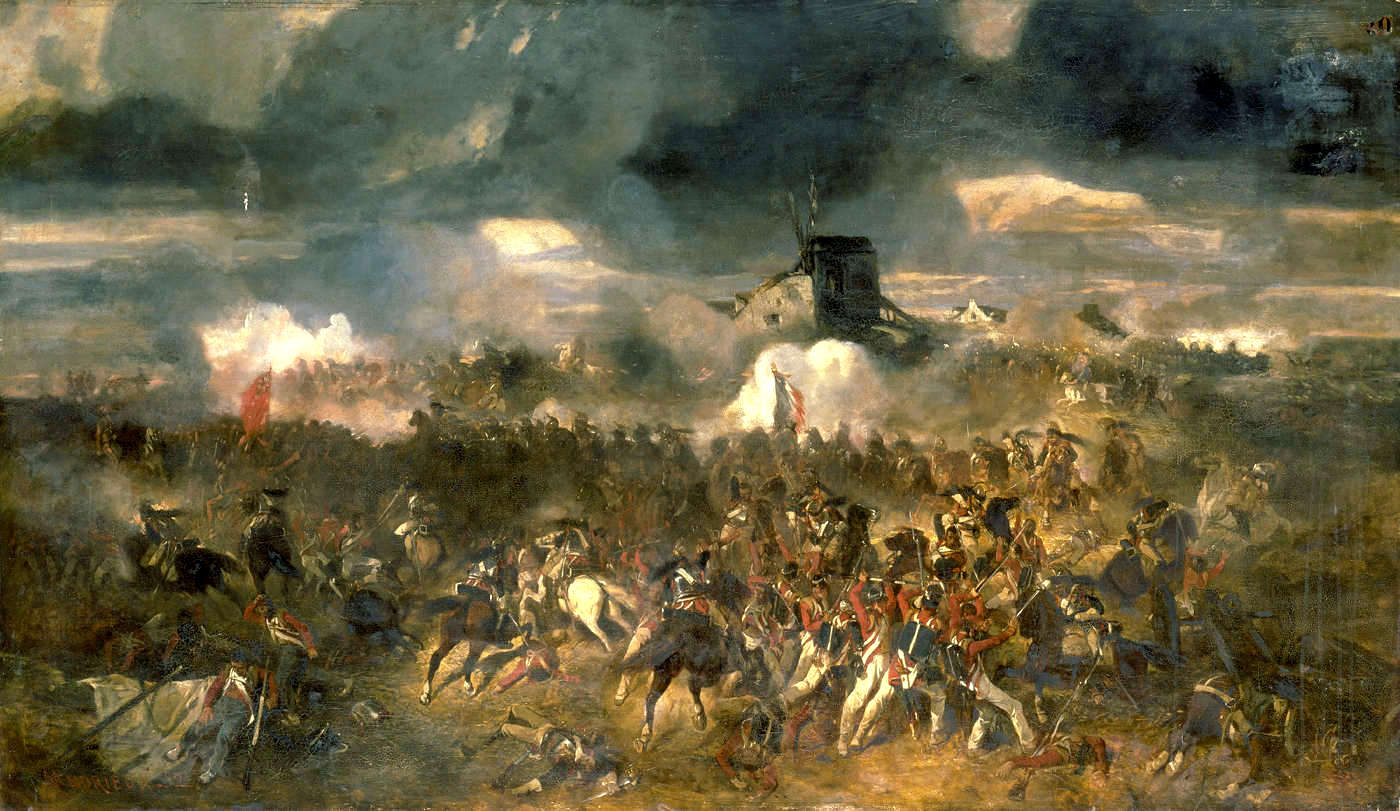
La Bataille de Waterloo, Salon de 1852[5].
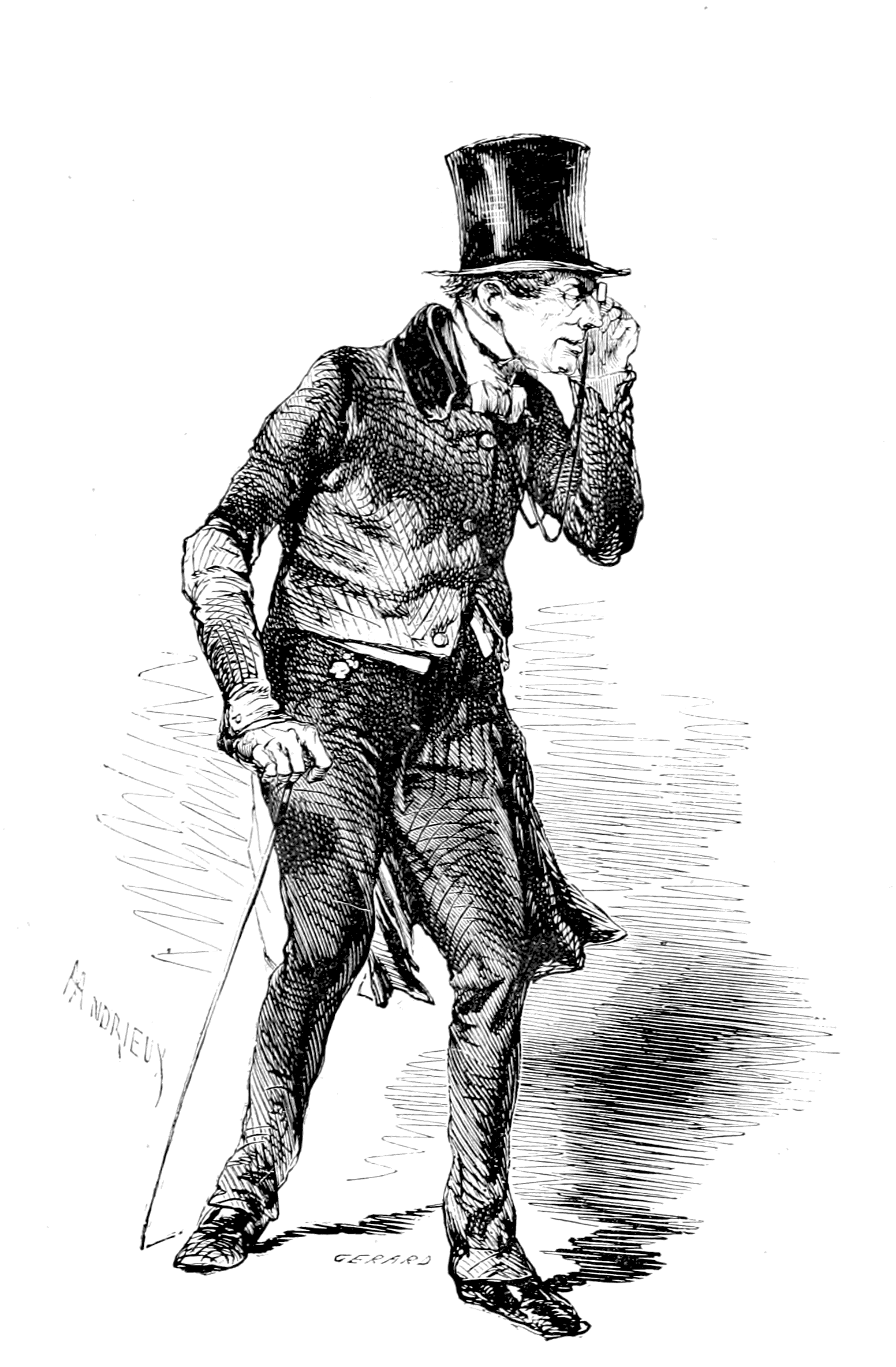
Type de parisien (Le Diable à Paris, IV)
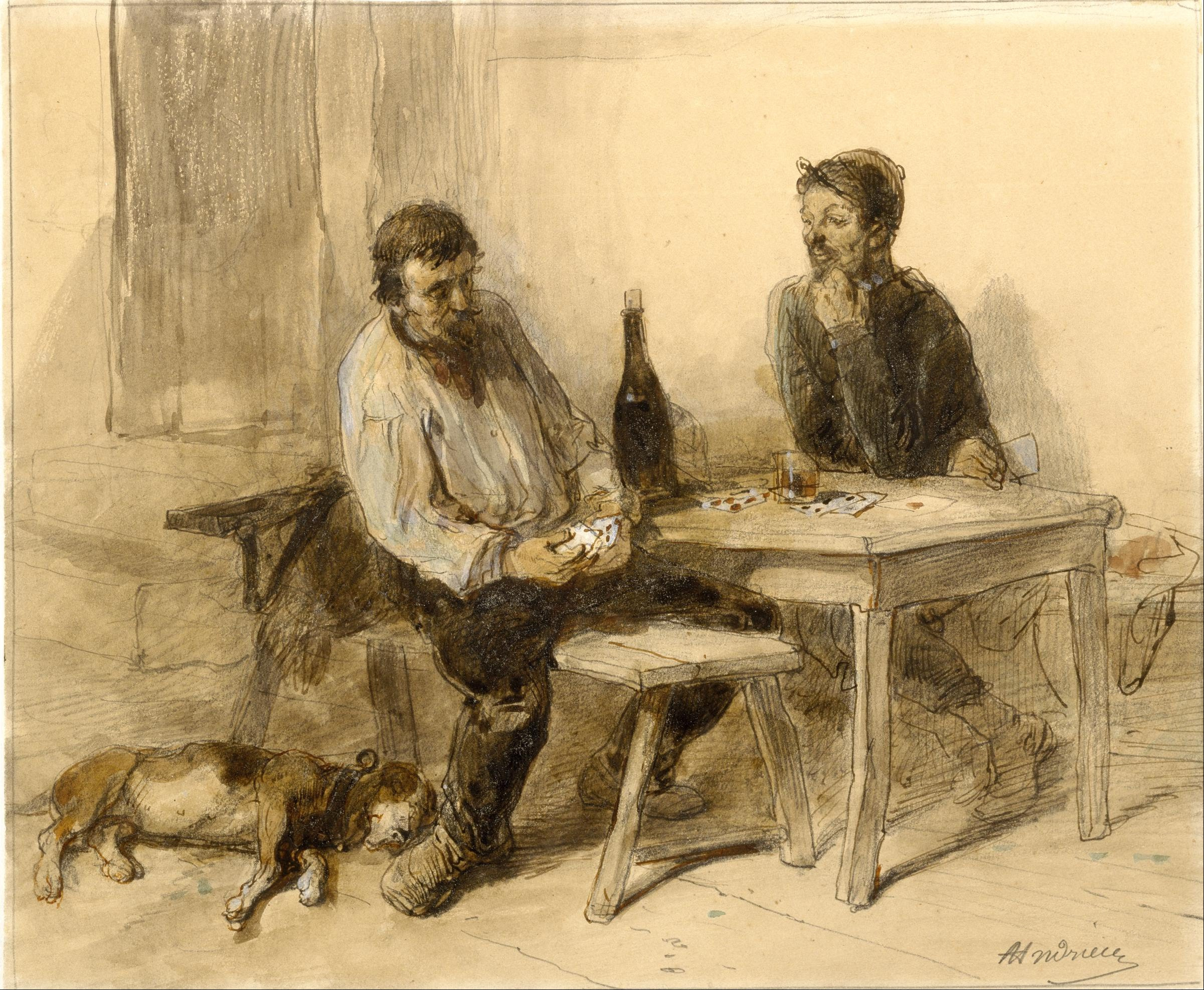
Joueurs de cartes, aquarelle, Musée des beaux-arts de Houston.
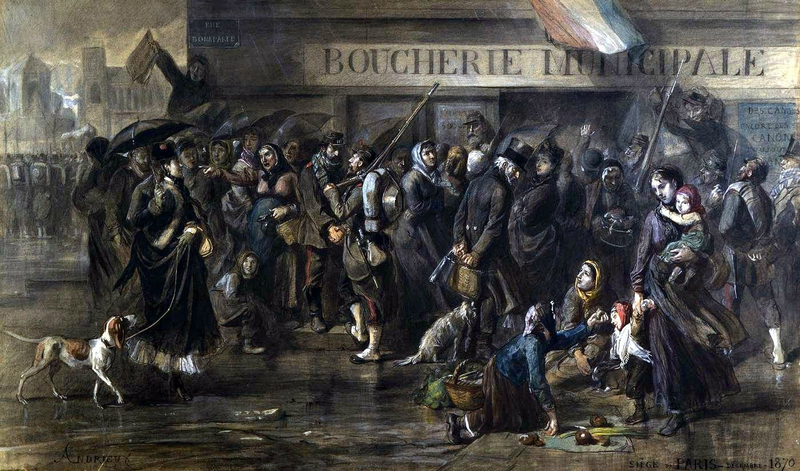
La Queue de la boucherie, lithographie rehaussée [?], 1870

## Ouvrages illustrés
- Pierre Dupont, Chants et chansons, préface de Charles Baudelaire, ornés de gravures d'après Tony Johannot, Andrieux, Célestin Nanteuil, Paris, A. Houssiaux, 1852.
- Harriet Beecher Stowe, La Case de l'Oncle Tom, Paris, Perrotin, 1853.
- Edmond Robert, Petits mystères du quartier latin : Huit dessins par Andrieux, Paris, G. Havard, 1860.
- L'Armée française à l'exposition de peinture en 1861, dessins de Gustave Staal et Andrieux, gravures de Gusman, Paris Henri Plon, 1861.
- Victor Hugo, Le Dernier jour d'un condamné suivi de Claude Gueux, Paris, J. Hetzel, 1866.
- Gaspard de Cherville, Histoire d'un trop bon chien, J. Hetzel, 1867.
- Balzac, Oeuvres de jeunesse, dessins par Jean-Adolphe Beaucé, Eugène Lampsonius, Andrieux, Ed. Coppin... [et al.], Paris, Michel Lévy frères, 1868.
- Alexandre Dumas, Les mille et un fantômes. Pascal Bruno, dessins avec Ed. Coppin, Paris, Calmann Lévy, s.d.